# Zamora (Spanien)
 For alternative betydninger, se Zamora. (Se også artikler, som begynder med Zamora)
Zamora er en by i regionen Castilien og Leon i Spanien, nær grænsen til Portugal. Zamora, som er hovedby i provinsen af samme navn, har cirka 65.000 indbyggere (2001). Den præges af mange romersk-katolske kirker, blandt dem den kendte katedral. Påskefejringen trækker hvert år mange besøgende til byen.